# Dorfkirche Lockstädt

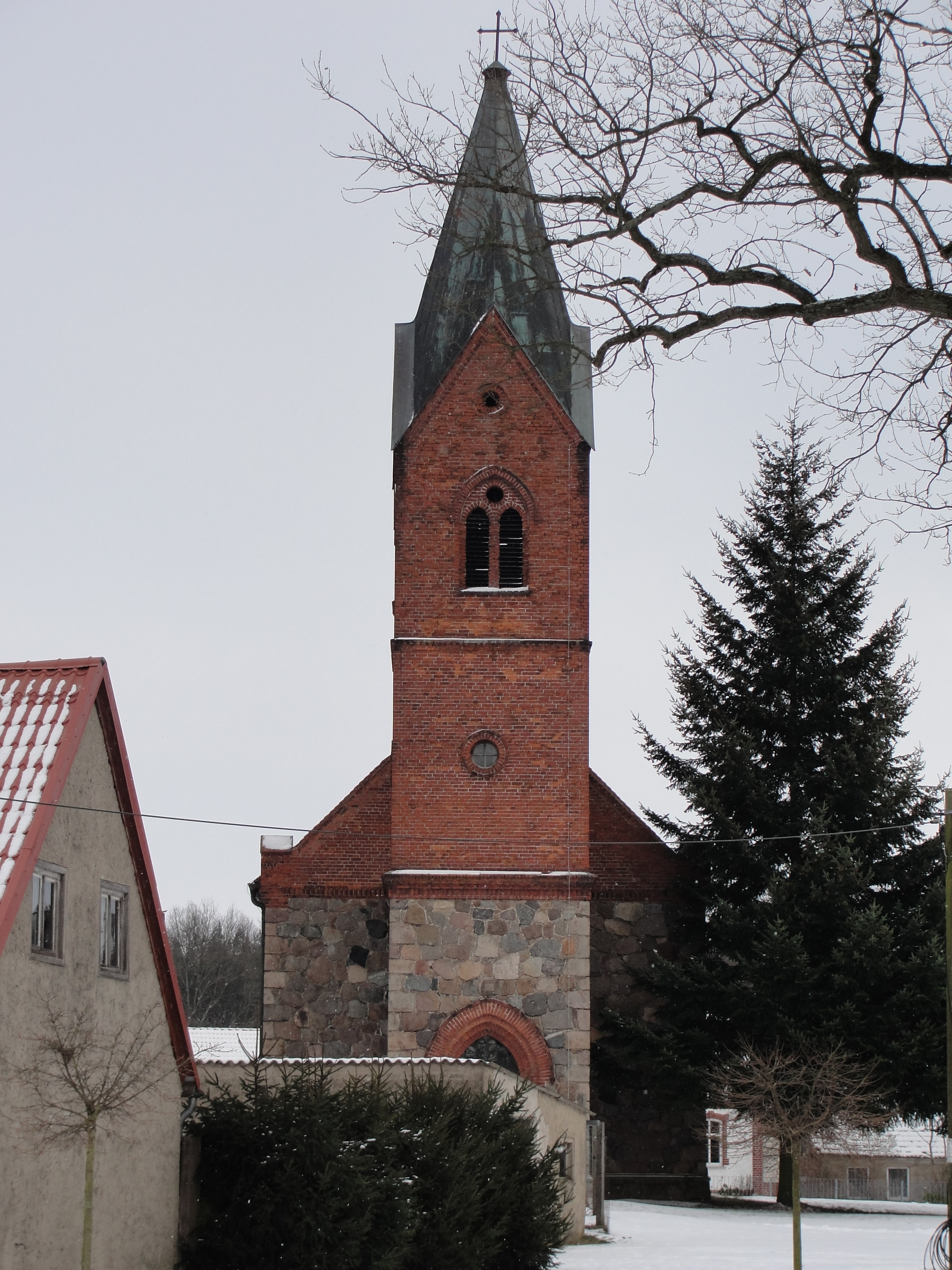
Dorfkirche Lockstädt

Die evangelische, denkmalgeschützte Dorfkirche Lockstädt steht in Lockstädt, einem Ortsteil der Stadt Putlitz im Landkreis Prignitz in Brandenburg. Die Kirche gehört zum Kirchenkreis Prignitz der Evangelischen Kirche Berlin-Brandenburg-schlesische Oberlausitz.

## Beschreibung
Die neugotische Saalkirche wurde 1878 erbaut. Die Wände ihres Langhauses bestehen aus Feldsteinen, ebenso die des Erdgeschosses des Kirchturms im Westen, während die beiden Obergeschosse aus Backsteinen errichtet wurden. Das oberste Geschoss des Kirchturms, das mit Giebeln endet, beherbergt hinter den als Biforien gestalteten Klangarkaden den Glockenstuhl. Darauf sitzt ein Faltdach. Im Osten befindet sich eine polygonale, aus Feldsteinen gebaute Apsis.
Zur Kirchenausstattung gehört eine barocke Kanzel. Die Orgel wurde 1887 von Albert Hollenbach gebaut.